# Jean-Claude Pressac
Jean-Claude Pressac (1944 – 23. července 2003) byl francouzským chemik a lékárník, badatel o holokaustu.

## Kariéra
Pressac byl původně zastáncem tábora popírání holocaustu a věnoval se rozsáhlým rešerším s cílem podložit tento revizionistický směr vědeckými argumenty. Pressac po desetiletí pracoval na své knize, zejména shromažďoval materiál o koncentračním táboře Auschwitz-Birkenau s tamějšími zařízeními hromadného zabíjení vězňů.
Během své práce důrazně zrevidoval své názory, jeho práce Auschwitz: Technique and operation of the gas chambers, která vyšla 1989, se stala naopak důležitým pramenem potvrzení plynových komor. Kniha obsahuje mnoho vědecky podložených poznatků o technice a organizaci hromadných vražd v době národního socialismu.

## Dílo
- Auschwitz: Technique and operation of the gas chambers., New York, Beate Klarsfeld Foundation, 1989, online na adrese www.holocaust-history.org
- Die Krematorien von Auschwitz : die Technik des Massenmordes. – München, Piper, 1994, ISBN 3-492-12193-4
- The Struthof-Album, New York, Beate Klarsfeld Foundation, 1985